# Herbert Spencer Barber

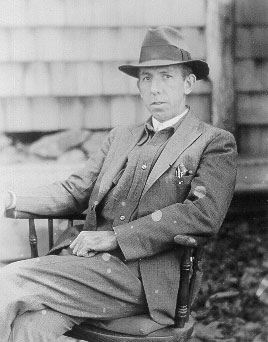

Herbert Spencer Barber (* 12. April 1882 in Yankton (South Dakota); † 1. Juni 1950) war ein US-amerikanischer Entomologe, dessen Hauptinteresse den Käfern galt. Er wurde bekannt für die Entdeckung des wohl eigenartigsten Lebenszyklus eines Tiers, des Käfers Micromalthus debilis, und für die Entwicklung der später nach ihm benannten Barber-Falle.
Barber wurde als Sohn des Bauingenieurs Amherst Willoughby Barber und Velma Barber geboren. Er besuchte zunächst Schulen in Orlando (Florida) und später für zwei Jahre die Highschool in Washington, D.C. und nahm außerdem Abendunterricht. Sein Wissen eignete er sich weitgehend autodidaktisch an. Er interessierte sich seit seiner Kindheit für Insekten und assistierte von 1898 bis 1902 und von 1904 bis 1908 im National Museum in Washington als Präparator bei dem berühmten, aus Schlesien stammenden Entomologen Eugene Amandus Schwarz (1844–1928). Die Jahre dazwischen arbeitete er für das U.S. Department of Agriculture (USDA) über Insekten als Schädlinge der Baumwolle. Seit 1908 beschäftigte er sich beim USDA besonders mit Käfern und wurde ein international anerkannter Spezialist für die Bestimmung von Blattkäfern, Leuchtkäfern und Samenkäfern. 1913 beschrieb Barber den Lebenszyklus des Käfers Micromalthus debilis. Die Beschreibung erschien so ungewöhnlich, dass die Fachwelt den Ergebnissen zunächst keinen Glauben schenkte. Weitere Untersuchungen, insbesondere durch John William Sutton Pringle im Jahre 1938, konnten jedoch Barbers Entdeckung weitgehend bestätigen.
Die Aufzeichnungen von seinen Forschungsreisen nach Kalifornien (1903), Texas (1904 und 1918), Guatemala (1906) und Arizona (1914) sowie seine private und dienstliche Korrespondenzwerden in den Archiven der Smithsonian Institution aufbewahrt.

## Wichtige wissenschaftliche Arbeiten
Zu seinen wichtigsten wissenschaftliche Werken gehören:
- The remarkable life-history of a new family (Micromalthidae) of beetles. Proceedings of the Biological Society of Washington, 26, S. 185–190, pl. 4, 1913
- Observations on the life history of Micromalthus debilis Lec. (Coleoptera). Proceedings of the Entomological Society of Washington, 15, S. 31–38, 1913
- Traps for cave-inhabiting insects. Journal of the Elisha Mitchell Scientific Society, Volume 46, S. 259–266, 1931